# Nacional Socialismo/Poder Blanco
Nacional Socialismo/Poder Blanco (NS/WP Crew, también conocido como Sparrows Crew), es un grupo extremista neonazi que opera en Rusia, reconocido por la Corte Suprema de Rusia como una organización terrorista.

## Historia
Según Mediazona, muchos grupos nazis no relacionados usaron la abreviatura NS/WP en la década de 2000.
En 2010, dos miembros de NS/WP fueron acusados del asesinato de un ciudadano ghanés en 2009.
En 2014, nueve miembros de esta organización, de entre 17 y 24 años, fueron condenados a entre 4 y 9 años de prisión por una serie de asesinatos, atentados y robos, así como por la comisión de otros delitos motivados por el odio étnico. Miembros de la organización grabaron uno de los asesinatos en cámara y lo publicaron en Internet. Además, prendieron fuego a un coche en el que dormían dos vagabundos y perpetraron varios ataques más contra extranjeros y personas con un estilo de vida asocial, según la fiscalía. Los miembros del grupo también fueron declarados culpables de prender fuego a un templo, una grúa de construcción y volar una parada de transporte público utilizando un dispositivo improvisado. El último crimen fue considerado como un ataque terrorista. 
El 21 de mayo de 2021, el movimiento fue reconocido como organización terrorista por las autoridades de la Federación Rusa y prohibido.

### Intento de asesinato de Vladimir Soloviev
El 25 de abril de 2022, el Servicio Federal de Seguridad anunció el arresto de un grupo de miembros de una organización que preparaba el asesinato del periodista progubernamental Vladimir Solovyov . Según el FSB, el asesinato fue preparado por orden del Servicio de Seguridad de Ucrania . Durante los registros, los sospechosos fueron encontrados y secuestrados con un artefacto explosivo improvisado, artefactos incendiarios como cócteles Molotov, pistolas, un rifle de caza recortado, una granada, cartuchos, drogas y pasaportes ucranianos falsificados. Además, se encontró literatura y parafernalia nacionalista.
Un día antes, el presidente ruso Putin anunció que el FSB había detenido un intento de asesinato de un periodista ruso no identificado.
En junio,un sexto acusado fue arrestado en el caso del asesinato de Solovyov.